# Army Combat Uniform

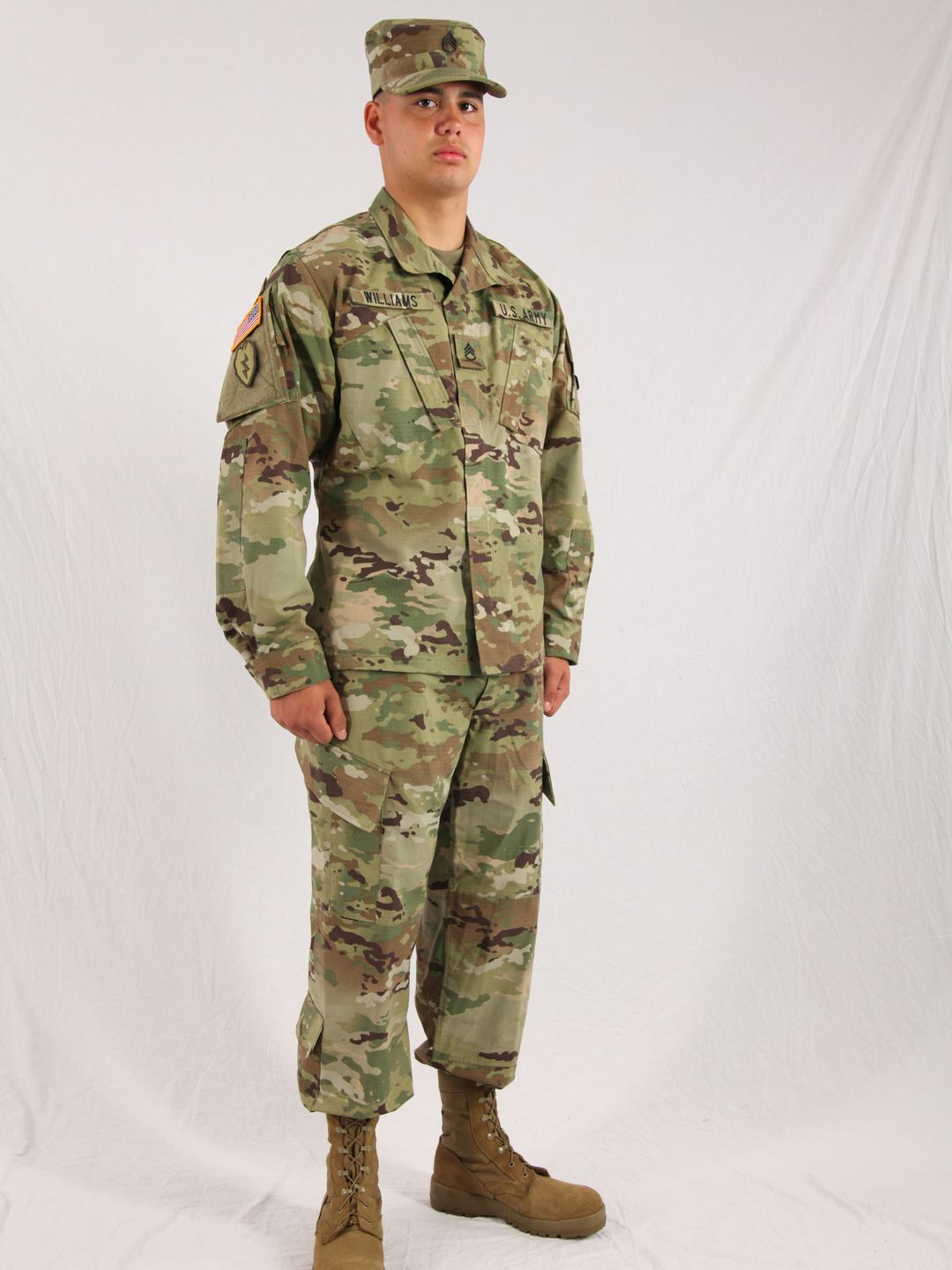
US-amerikanischer Soldat im ACU-Kampfanzug mit dem 2015 eingeführten OCP-Tarnmuster

Die Army Combat Uniform (ACU) ist die derzeitige Felduniform der United States Army. Der Kampfanzug wurde im Juni 2004 erstmals vorgestellt und ist das Nachfolgermodell der Battle Dress Uniform (BDU) und der Desert Camouflage Uniform (DCU), die von 1981 beziehungsweise ab 1991 bis Anfang 2008 getragen wurden. Die ACU ist auch der Nachfolger der Airman Battle Uniform (ABU) für die US Air Force. Nachdem zunächst ein Digitaltarnmuster, das Universal Camouflage Pattern (UCP) für die Uniform eingesetzt wurde, das die Erwartungen im Einsatz jedoch nicht erfüllte, war seit 2010 für die Soldaten im Afghanistaneinsatz das Tarnmuster „MultiCam“ in Verwendung. Seit 2015 wird das dem MultiCam sehr ähnliche Operational Camouflage Pattern (OCP) als Standardmuster eingesetzt. Bei der Gestaltung der Uniform wurden Soldateneingaben berücksichtigt.

## Erprobung
Zu Beginn des Jahres 2004 erhielten einige Soldaten der im Irak stationierten US-Armee die experimentelle „Close Combat Uniform“ (CCU), die eine Variante der Desert Camouflage Uniform darstellte. Der neue Kampfanzug besaß die neue funktionale Eigenheiten. So wiesen die Schulter- und Brusttaschen nun Klettverschlüsse auf. Daneben gab es neue Dienstgradabzeichen und einen neuen Kragen. Die bei der CCU verwendeten neuen Merkmale bewährten sich und wurden schließlich in die geplante ACU aufgenommen, deren Erscheinen im Juni 2004 öffentlich angekündigt wurde.

## Einführung in die Truppe
Die ACU ersetzt bei der US Army die BDU, welche seit September 1981 in Gebrauch gewesen ist. Die Einführung der neuen Uniform sollte im April 2005 beginnen, wobei dieser Prozess bis Ende 2007 abgeschlossen wurde. Durch die Rapid Fielding Initiative begann jedoch schon zwei Monate früher. Die Soldaten des 48th Infantry Brigade Combat Teams waren damit die ersten in der US-Armee, die von der neuen Uniform profitierten erhielten, als sie im Mai 2005 in den Irak entsandt wurden.
In der Übergangszeit waren sowohl die ACU als auch die alte BDU in verschiedenen Tarnmustern in Gebrauch. Da sich schnell herausstellte, dass das neu eingesetzte UCP-Tarnmuster für keine einzige Umgebung eine optimale Wirkung zeigte, wurde auch unter Druck des US-Kongresses entschieden, ein neues, den Anforderungen nun genügendes Muster zu entwickeln. Währenddessen war das fünf Milliarden Dollar teure und verhasste Pixelmuster zur Zielscheibe des Spottes in der Armee geworden. Nachdem 2010 ein Wettbewerb stattgefunden hatte, wurde letztendlich ein bereits 2002 entwickeltes Muster, das in Kooperation zwischen dem Unternehmen Crye Precision und den Army Natick Labs entstanden war Testsieger. Als MultiCam wurde das Tarnschema ab Februar 2010 im Afghanistankrieg eingesetzt und ist seit 2015 in einer leicht abgewandelten Form als Standardmuster der ACU im Einsatz. Bis 30. September 2019 war der Austausch der Tarnuniformen abgeschlossen, doch werden bis auf weiteres noch einige wertvolle Ausrüstungsgegenstände zum Kälteschutz sowie ältere Schutzwesten in den Kleiderkammern vorgehalten.

## Die Uniform im Detail

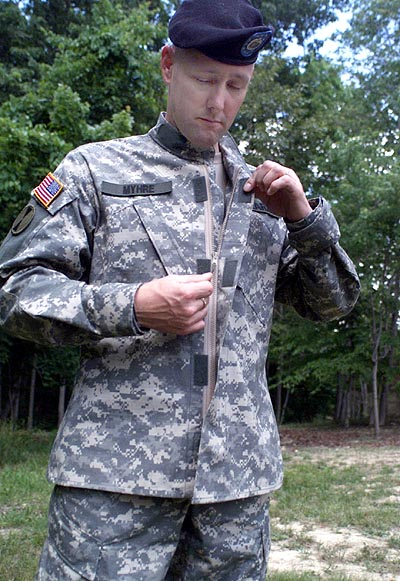
Der ursprünglich eingeführte ACU-Kampfanzug mit Stehkragen und UCP wird hier 2004 von Sergeant First Class Jeff Myhre vorgeführt

### Veränderungen nach 2004
Nach ihrer Einführung fanden weitere Veränderungen an der Tarnuniform statt. Insbesondere die Klettverschlüsse bewährten sich an etlichen Stellen im Kampfeinsatz nicht und wurden nach zahlreichen Beschwerden von Soldaten teils durch Knöpfe ersetzt, ganz entfernt und nur in wenigen Fällen an anderer Stelle neu eingeführt.

#### Jacke
Auf der Jacke waren ursprünglich nur Abzeichen mit Klettverschluss vorgesehen, wobei deren Zahl nicht mehr als fünf gleichzeitig getragene Abzeichen übersteigen durfte. Diese Abzeichen waren beispielsweise Namensbänder und Rangabzeichen. Im Sommer 2011 wurden die Vorschriften geändert, um auch das Tragen von aufstickbaren Abzeichen zu ermöglichen, wobei es bei der Begrenzung auf fünf Abzeichen blieb und es keine Mischung zwischen aufgenähten und aufsteckbaren Abzeichen geben durfte.
Ursprünglich sollte die Jacke im Gefecht mit hoch geschlossenem Stehkragen getragen werden, um zur Improved Outer Tactical Vest (IOTV), einer verbesserten Ausführung des Interceptor Body Armor, zu passen. Ansonsten war der Kragen offen zu tragen. Auch hier wurde eine nachträgliche Änderung an der Jacke eingeführt und die Klettlasche, die den Stehkragen schließen konnte, entfernt. Der Stehkragen wurde zugunsten eines nur offen zu tragenden Kragens, wie er bereits an der BDU-Uniform genutzt wurde, wieder abgeschafft. Auch andere Details, darunter einige Klettverschlüsse, die sich im Einsatz nicht bewährt hatten, wurden umgestaltet oder entfielen. So wurde der Klettverschluss an der leicht vergrößerten Oberarmtasche gegen einen Reißverschluss ausgetauscht und die ursprünglich drei Köcher zur Aufnahme von Stiften am Unterarm auf zwei verringert.

#### Hose
Ende 2010 wurde die Hose überarbeitet. Dazu gehörte das Entfernen der Klettverschlüsse an den Oberschenkeltaschen, die durch Knöpfe ersetzt wurden. Im Gegensatz zu den BDU-Oberschenkeltaschen kommt nun neben den zwei standardmäßigen Knöpfen ein dritter hinzu, um zusätzliches Volumen in den Taschen zu schaffen. An den kleinen Wadentaschen wurde 2012 ebenfalls der dreiteilige Klettverschluss durch einen einzigen Knopf ersetzt. Daneben kamen neu gestaltete Gürtelschlaufen hinzu. Ihre Breite hat sich nun verdoppelt und es gibt jetzt acht, statt sieben im Vergleich zur 2004 eingeführten Hose. Die ursprüngliche Schnürung mittels Zugband und Schnalle für die Größe am Hosenbund wurde entfernt und durch einen feineinstellbaren Klettverschluss an jeder Hüfte ersetzt. Die Ellbogen- und Knieschutztaschen zum Einführen von Protektoren wurden wieder entfernt, die Aufdopplung des Gewebes an diesen Stellen aber beibehalten. Die für viele  Armeehosen typischen Webbänder am Ende des Hosenbeins, die dort das Zuziehen der Hose ermöglichten, wurde ebenfalls durch Klettverschlüsse ersetzt.

### Bestandteile des Kampfanzuges

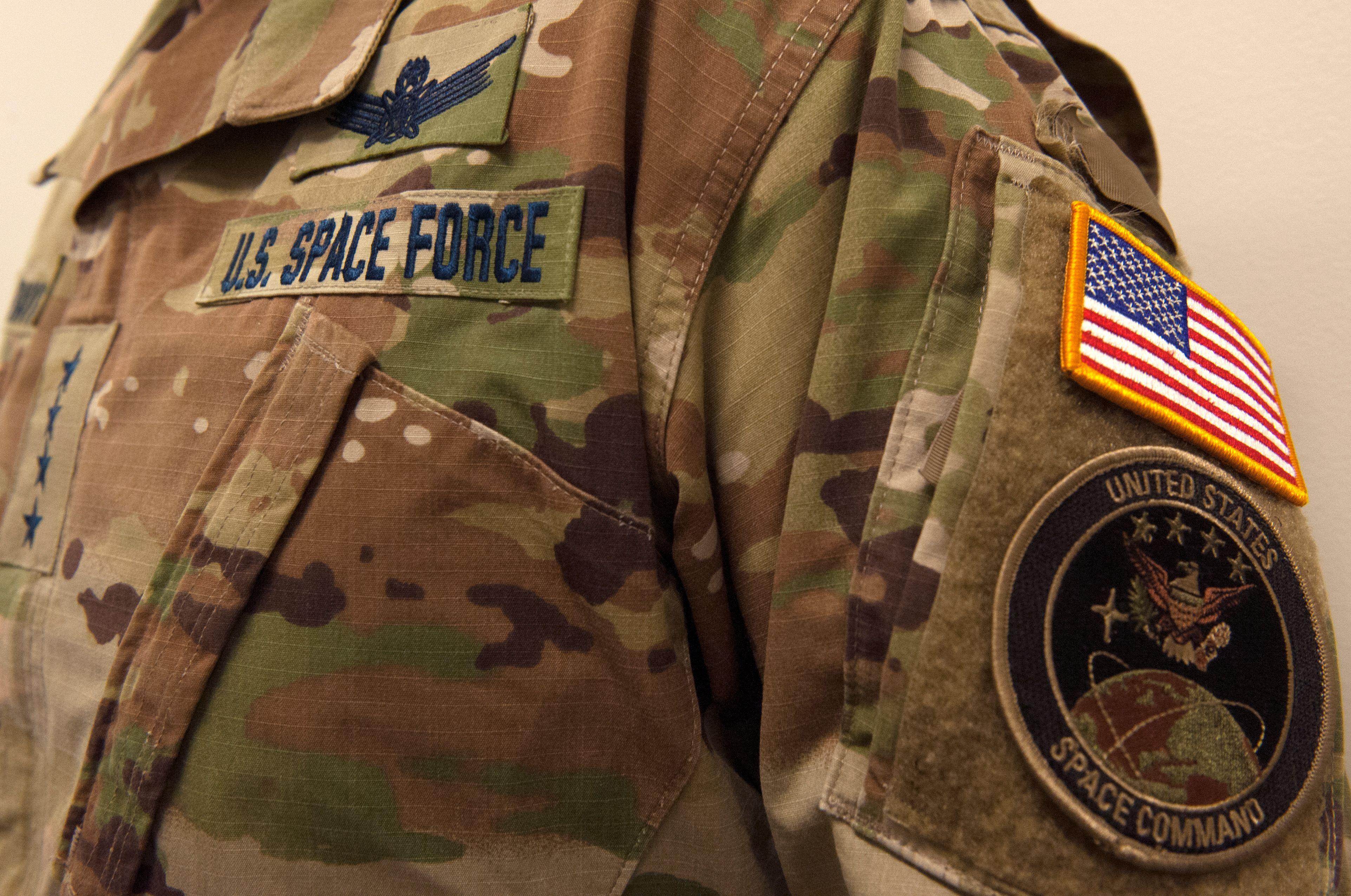
Uniformdetail, hier mit Abzeichen der United States Space Force

Die Uniform setzt sich aus folgenden Teilen zusammen:
- Kopfbedeckung: eine geradflankige Mütze, wie sie bereits 1943 als Patrouille- bzw. Feldmütze bei der US Army eingeführt worden ist, jedoch mit verstärktem Schirm und einer Innentasche. Die ACU wird, wie bei der US Army üblich, innerhalb von militärischen Anlagen mit dem schwarzen Barett getragen. Das Tragen der Feldmütze kann vom Einheitsführer befohlen werden, wenn das Tragen des Helms nicht notwendig ist. Alternativ wird der Busch- bzw. Krempenhut getragen.
- Feldjacke:
  - US Army- und Namensschild mit dem Nachnamen
  - Rangabzeichen in der Mitte der Brust
  - Oberarmtaschen mit Reißverschluss und aufgenähtem großem Klettpolster für Abzeichen, wie Einheiten-, Tätigkeits- und Erkennungsabzeichen, wie die US-Flagge als infrarotreflektierende Stoffabzeichen (dies dient zur Freund-Feind-Erkennung bei Tag und Nacht). Die linke Tasche enthält zwei Stiftköcher.
  - Permanente Infrarotlicht reflektierende Quadrate sind zur Freund-Feind-Erkennung auf jeder Oberarmtasche aufgenäht und können bei Bedarf mit einem Klettriegel verdeckt werden.
  - Reißverschluss der Jacke, mit zusätzlichem Klettverschluss, zur Nutzung unter der OTV
- schräge Brust- und Beintaschen. Die Brusttaschen mit Klettverschluss, die Beintaschen mit Knöpfen
- aufgedoppelte Ellbogen- und Kniepartien

## Besonderheiten

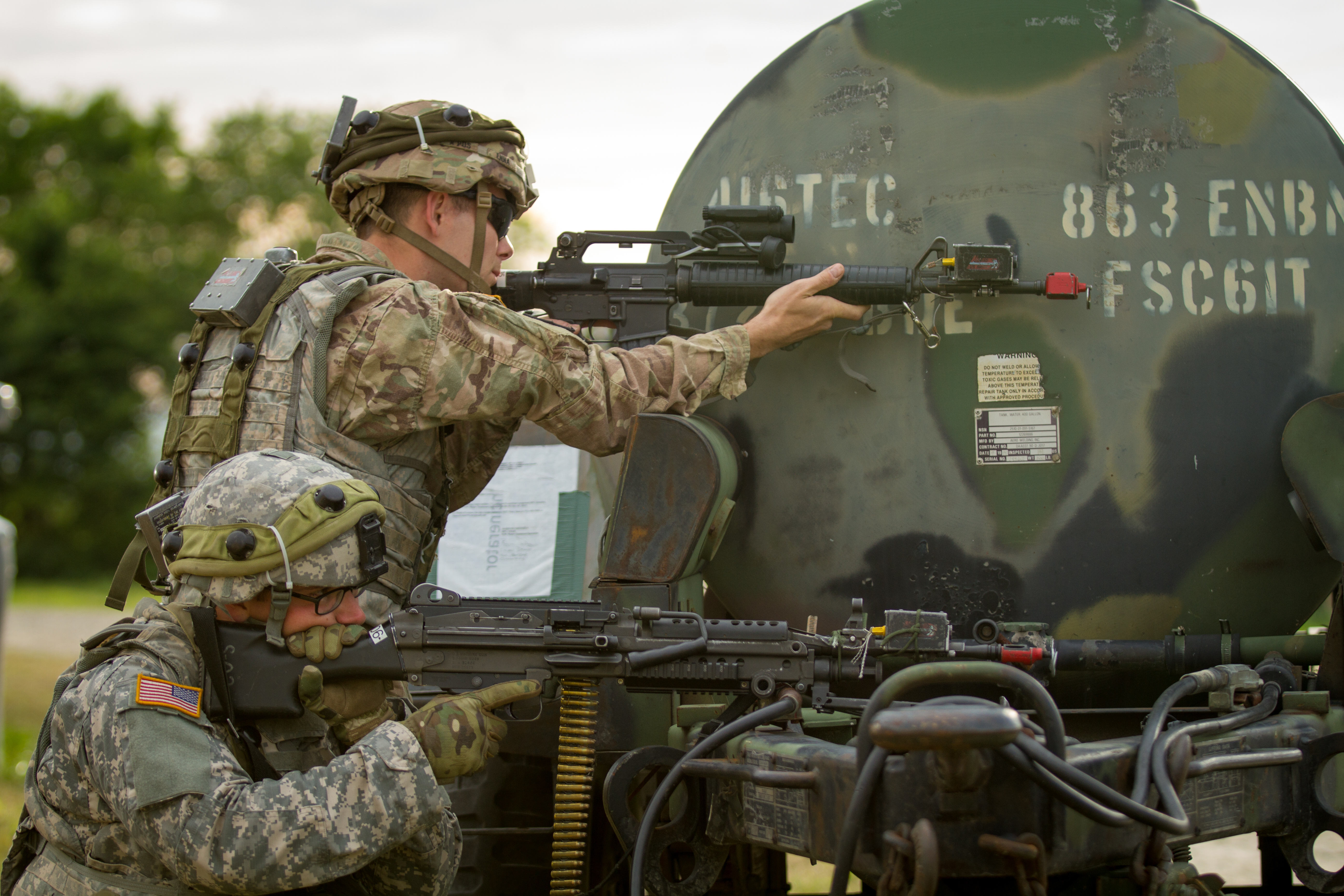
ACU-Beispiel für das alte (vorne) und neue Tarnmuster

In Friedenszeiten wird die normale, vollfarbige US-Flagge am Ärmel getragen, ansonsten wird eine farbgedämpfte infrarotreflektierende Version getragen. Ebenso wird mit den anderen Abzeichen verfahren.
An den Schultern befinden sich Infrarotreflektoren, die der Freund-Feind-Erkennung (IFF, Identify Friend-Foe) dienen.
Die Kosten belaufen sich für jeden Soldaten auf 76 US-Dollar pro Uniform (nur Feldjacke, Feldhose, sandfarbenes T-Shirt, Socken, Gürtel, Abzeichen und Namensstreifen, sowie BDU-Cap – weitere Kosten entstehen durch sandfarbene Stiefel, Rucksack, Schutzweste, Helm, Camelbak-Hydrationssystem und verschiedene MOLLE-Taschen), im Gegensatz zur alten Uniform für 58 US-Dollar. Dies soll sich jedoch mit steigender Verfügbarkeit zu deren Gunsten verändern.